# Lewieńska Struga
Lewieńska Struga (pot. Lewińska Struga) – struga na wyspie Wolin przepływająca przez jeziora Pojezierza Wolińskiego i kończąca swój bieg w Zalewie Kamieńskim na Dziwnie pomiędzy miejscowościami Zastań a Międzywodzie. Na północy stanowi ona także granicę między gminą Wolin i gminą Dziwnów. 
W 2009 r. przeprowadzono badania jakości wód Lewieńskiej Strugi w punkcie przy odpływie ze
zlewni jezior WPN. W ich wyniku oceniono elementy fizykochemiczne poniżej stanu dobrego, a stan chemiczny poniżej dobrego. W ogólnej dwustopniowej ocenie stwierdzono zły stan wód Lewieńskiej Strugi.
Nazwę Lewieńska Struga wprowadzono urzędowo w 1949 roku, zastępując poprzednią niemiecką nazwę strugi – Lauenscher Bach. W 2006 roku Komisja Nazw Miejscowości i Obiektów Fizjograficznych potwierdziła nazwę Lewieńska Struga. Na części map topograficznych ciek występuje pod nazwą Lewińska Struga.
Nazwa pochodzi od nazwy Lewno, która jest częścią wsi Zastań nad ujściem strugi do Zalewu Kamieńskiego.